# Cristian Gamboa
Cristian Esteban Gamboa Luna (* 24. října 1989), známý jako Cristian Gamboa, je bývalý kostarický profesionální fotbalista, který hrál na pozici pravého obránce.

## Klubová kariéra
Gamboa se narodil v Liberii v Kostarice. Ve věku 15 let nebyl považován za dost dobrého na to, aby hrál za kostarické kluby Saprissa a Alajuelense. V sezóně 2006/07 začal hrát za mateřský klub Municipal Liberia. Poté se přestěhoval do zahraničí a v létě 2010 přestoupil do norského klubu Fredrikstad, kde odehrál dvě půlsezóny, než v létě 2011 přestoupil do Kodaně. Debutoval při prohře 0:1 proti Standardu Lutych v Evropské lize UEFA.
Gamboa přestoupil do Rosenborgu na tříměsíční hostování v srpnu 2012 s opcí na koupi. Debutoval 3. září 2012 v zápase Tippeligaen na hřišti Stabæku, kde jeho tým vyhrál 2:0. V listopadu zapůsobil v deseti zápasech, které za Rosenborg odehrál natolik, že s ním klub podepsal trvalou pětiletou smlouvu.
Na konci července 2014 anglický prvoligový klub West Bromwich Albion souhlasil s podpisem smlouvy s Gamboou za poplatek, který se v médiích odhadoval na přibližně 2 miliony liber.
Svůj debut si odbyl 26. srpna 2014, když nastoupil jako náhradník ve druhém poločase v utkání EFL Cupu proti Oxfordu United. V lize debutoval o několik dní později proti Swansea City. Gamboa se konečně objevil v základní sestavě 4. října při prohře 2:1 na hřišti Liverpoolu v lize. Navzdory porážce se o něm říkalo, že předvedl působivý výkon. Byl to však Gamboův jediný ligový start v této sezóně a upadl ještě více v nemilost, když byl v prosinci vyhozen manažer Alan Irvine a ten byl nahrazen Tonym Pulisem. Od ledna 2015 až do konce sezóny odehrál Gamboa v prvním týmu pouze jednu minutu, když v únoru 2015 nastoupil jako náhradník v pátém kole FA Cupu proti West Hamu.
Gamboa se ve své druhé sezóně v Anglii nadále potýkal s problémy udržet si místo v prvním týmu, na začátku sezóny odehrál pouze dva zápasy. Poté vydržel pět měsíců bez startu v prvním týmu, než se vrátil do týmu v únoru 2016 v odvetě čtvrtého kola FA Cupu proti Peterborough United.
Dne 30. srpna 2016 podepsal Gamboa tříletou smlouvu se skotským klubem Celtic FC.
Dne 27. srpna 2019 podepsal Gamboa dvouletou smlouvu s bundesligovým klubem VfL Bochum. V sezóně 2021/22 jednou skóroval při výhře 4:2 nad FC Bayern Mnichov.
Dne 8. května 2025 Bochum oznámila, že Gamboa opustí na konci sezóny klub. Po jeho odchodu z klubu ukončil profesionální fotbalovou kariéru po 19 letech, během nichž nastoupil do více než 370 zápasů za klub i reprezentaci.

## Reprezentační kariéra
V roce 2009 se za Kostariku zúčastnil Mistrovství světa ve fotbale hráčů do 20 let 2009, kde s týmem skončil na čtvrtém místě.
Svůj debut za kostarickou fotbalovou reprezentaci si odbyl v lednu 2010 v přátelském zápase proti Argentině. Gamboa vstřelil svůj první gól při domácím vítězství 7:0 nad Guyanou v kvalifikaci na Mistrovství světa ve fotbale 2014. Byl vybrán do národního týmu Kostariky pro Mistrovství světa ve fotbale 2014 a hrál ve všech pěti zápasech, dostal se s týmem do čtvrtfinále, kde byla Kostarika nakonec vyřazena na pokutové kopy Nizozemskem.
V květnu 2018 byl vybrán do 23členného týmu Kostariky pro Mistrovství světa ve fotbale 2018 v Rusku.

## Osobní život
Gamboa je ženatý s Melissou Salazarovou a mají spolu 3 děti, Felipeho, Juliána a Brunu.

## Statistiky

### Klubové
Platí k zápasu hranému 10. května 2025.
| Klub                 | Sezóna            | Liga                 | Liga   | Liga | Národní pohár | Národní pohár | Ligový pohár | Ligový pohár | Kontinentální | Kontinentální | Ostatní | Ostatní | Celkově | Celkově |
| Klub                 | Sezóna            | Soutěž               | Zápasy | Góly | Zápasy        | Góly          | Zápasy       | Góly         | Zápasy        | Góly          | Zápasy  | Góly    | Zápasy  | Góly    |
| -------------------- | ----------------- | -------------------- | ------ | ---- | ------------- | ------------- | ------------ | ------------ | ------------- | ------------- | ------- | ------- | ------- | ------- |
| Municipal Liberia    | 2006/07           | Liga FPD             | 16     | 0    | 0             | 0             | –            | –            | –             | –             | –       | –       | 16      | 0       |
| Municipal Liberia    | 2007/08           | Liga FPD             | 26     | 0    | 0             | 0             | –            | –            | –             | –             | –       | –       | 26      | 0       |
| Municipal Liberia    | 2008/09           | Liga FPD             | 13     | 0    | 0             | 0             | –            | –            | –             | –             | –       | –       | 13      | 0       |
| Municipal Liberia    | 2009/10           | Liga FPD             | 13     | 0    | 0             | 0             | –            | –            | –             | –             | –       | –       | 13      | 0       |
| Municipal Liberia    | Celkově           | Celkově              | 68     | 0    | 0             | 0             | 0            | 0            | 0             | 0             | 0       | 0       | 68      | 0       |
| Fredrikstad          | 2010              | Adeccoligaen         | 11     | 1    | 0             | 0             | –            | –            | –             | –             | 3       | 0       | 14      | 1       |
| Fredrikstad          | 2011              | Tippeligaen          | 16     | 0    | 1             | 0             | –            | –            | –             | –             | –       | –       | 17      | 0       |
| Fredrikstad          | Celkově           | Celkově              | 27     | 1    | 1             | 0             | 0            | 0            | 0             | 0             | 3       | 0       | 31      | 1       |
| Kodaň                | 2011/12           | Superligaen          | 0      | 0    | 1             | 0             | –            | –            | 0             | 0             | –       | –       | 1       | 0       |
| Kodaň                | 2012/13           | Superligaen          | 0      | 0    | 0             | 0             | 0            | 0            | 0             | 0             | 0       | 0       | 0       | 0       |
| Kodaň                | Celkově           | Celkově              | 0      | 0    | 1             | 0             | 0            | 0            | 0             | 0             | 0       | 0       | 1       | 0       |
| Rosenborg            | 2012              | Tippeligaen          | 10     | 0    | 0             | 0             | –            | –            | 6             | 0             | –       | –       | 16      | 0       |
| Rosenborg            | 2013              | Tippeligaen          | 28     | 0    | 2             | 0             | –            | –            | 4             | 0             | –       | –       | 34      | 0       |
| Rosenborg            | 2014              | Tippeligaen          | 2      | 0    | 0             | 0             | –            | –            | 0             | 0             | –       | –       | 2       | 0       |
| Rosenborg            | Celkově           | Celkově              | 40     | 0    | 2             | 0             | 0            | 0            | 10            | 0             | 0       | 0       | 52      | 0       |
| West Bromwich Albion | 2014/15           | Premier League       | 10     | 0    | 1             | 0             | 3            | 0            | –             | –             | –       | –       | 14      | 0       |
| West Bromwich Albion | 2015/16           | Premier League       | 1      | 0    | 1             | 0             | 1            | 0            | –             | –             | –       | –       | 3       | 0       |
| West Bromwich Albion | Celkově           | Celkově              | 11     | 0    | 2             | 0             | 4            | 0            | 0             | 0             | 0       | 0       | 17      | 0       |
| Celtic               | 2016/17           | Scottish Premiership | 17     | 0    | 1             | 0             | 1            | 0            | 2             | 0             | –       | –       | 21      | 0       |
| Celtic               | 2017/18           | Scottish Premiership | 2      | 0    | 0             | 0             | 0            | 0            | 1             | 0             | –       | –       | 3       | 0       |
| Celtic               | 2018/19           | Scottish Premiership | 1      | 0    | 0             | 0             | 1            | 0            | 5             | 0             | –       | –       | 7       | 0       |
| Celtic               | Celkově           | Celkově              | 20     | 0    | 1             | 0             | 2            | 0            | 8             | 0             | 0       | 0       | 31      | 0       |
| VfL Bochum           | 2019/20           | 2. Bundesliga        | 26     | 1    | 0             | 0             | 0            | 0            | 0             | 0             | –       | –       | 26      | 1       |
| VfL Bochum           | 2020/21           | 2. Bundesliga        | 29     | 0    | 3             | 0             | –            | –            | –             | –             | –       | –       | 32      | 0       |
| VfL Bochum           | 2021/22           | 2. Bundesliga        | 23     | 1    | 4             | 0             | –            | –            | –             | –             | –       | –       | 27      | 1       |
| VfL Bochum           | 2022/23           | 2. Bundesliga        | 19     | 0    | 2             | 0             | –            | –            | –             | –             | –       | –       | 21      | 0       |
| VfL Bochum           | 2023/24           | Bundesliga           | 22     | 0    | 1             | 0             | –            | –            | –             | –             | 0       | 0       | 23      | 0       |
| VfL Bochum           | 2024/25           | Bundesliga           | 11     | 1    | 0             | 0             | –            | –            | –             | –             | 0       | 0       | 11      | 1       |
| VfL Bochum           | Celkově           | Celkově              | 130    | 3    | 10            | 0             | –            | –            | –             | –             | 0       | 0       | 140     | 3       |
| Celkově v kariéře    | Celkově v kariéře | Celkově v kariéře    | 296    | 4    | 17            | 0             | 6            | 0            | 18            | 0             | 3       | 0       | 340     | 4       |

### Reprezentační
Platí k zápasu hranému 13. listopadu 2020.
| Národní tým | Rok     | Zápasy | Góly |
| ----------- | ------- | ------ | ---- |
| Kostarika   | 2010    | 4      | 0    |
| Kostarika   | 2011    | 4      | 0    |
| Kostarika   | 2012    | 3      | 1    |
| Kostarika   | 2013    | 11     | 0    |
| Kostarika   | 2014    | 10     | 0    |
| Kostarika   | 2015    | 12     | 1    |
| Kostarika   | 2016    | 7      | 1    |
| Kostarika   | 2017    | 11     | 0    |
| Kostarika   | 2018    | 11     | 0    |
| Kostarika   | 2019    | 4      | 0    |
| Kostarika   | 2020    | 1      | 0    |
| Celkově     | Celkově | 78     | 3    |

#### Reprezentační góly
Skóre a výsledky Kostariky jsou vždy zapsány jako první. Góly Cristiana Gamboy jsou zvýrazněny.
| Gól | Datum              | Místo                                               | Soupeř    | Skóre | Výsledek | Soutěž                                           |
| --- | ------------------ | --------------------------------------------------- | --------- | ----- | -------- | ------------------------------------------------ |
| 1.  | 16. října 2012     | Estadio Nacional de Costa Rica, San José, Kostarika | Guyana    | 2:0   | 7:0      | Kvalifikace na Mistrovství světa ve fotbale 2014 |
| 2.  | 13. listopadu 2015 | Estadio Nacional de Costa Rica, San José, Kostarika | Haiti     | 1:0   | 1:0      | Kvalifikace na Mistrovství světa ve fotbale 2018 |
| 3.  | 28. května 2016    | Estadio Nacional de Costa Rica, San José, Kostarika | Venezuela | 2:1   | 2:1      | Přátelský zápas                                  |

## Úspěchy
Municipal Liberia
- Liga FPD: Clausura 2009

Kodaň
- Dánský pohár: 2011/12

Celtic
- Scottish Premiership: 2016/17, 2017/18
- Scottish League Cup: 2016/17, 2018/19
- Scottish Cup: 2016/17

VfL Bochum
- 2. Bundesliga: 2020/21

Kostarika
- Zlatý pohár CONCACAF: bronzová medaile 2017
- Copa Centroamericana: poražený finalista 2011
- Mistrovství světa ve fotbale hráčů do 20 let: čtvrté místo 2009
- Šampionát CONCACAF hráčů do 20 let: 2009

Individuální
- Nejlepší jedenáctka CONCACAF: 2017